# Relações entre Bangladesh e Dinamarca
As relações entre Bangladesh e Dinamarca são as relações bilaterais da República Popular de Bangladesh e do Reino da Dinamarca. A Dinamarca tem embaixada em Daca, desde 1972, e Bangladesh foi representado por sua embaixada em Estocolmo, na Suécia, mas tem, desde 2015, em Copenhague.

## Visitas de estado
Ministro das Relações Exteriores de Bangladesh, Abul Hassan Mahmood Ali, fez uma visita oficial à Dinamarca duas vezes, a primeira vez em setmebro de 2016 e a segunda vez em outubro de 2018, na cúpula Partnering for Green Growth and Global Goals 2030 em Copenhagen.

## Cooperação
Bangladesh faz parte da ajuda ao desenvolvimento da Dinamarca desde sua independência em 1971. O objetivo da assistência ao desenvolvimento tem sido reduzir a pobreza apoiando o setor de transporte, agricultura, pesca, transporte de água, abastecimento de água e saneamento, setor privado e desenvolvimento rural integrado, incluindo educação em massa.
Desde o início da década de 1990, a Dinamarca tem apoiado atividades no campo dos direitos humanos, democracia e boa governança (HRDGG) foram consolidadas e ampliadas.
A embaixadora dinamarquesa em Bangladesh, Winnie Estrup Petersen, relata que seu país está procurando explorar o crescimento verde em vários setores, especialmente na indústria de pronto-a-vestir. Isso significa que cada empresa produzirá seus produtos de forma orgânica, o que levará a uma diminuição no consumo de água e, portanto, na poluição. Simplificando, as empresas dinamarquesas vêm a Bangladesh para oferecer soluções verdes aos fabricantes locais.
As importações dinamarquesas de Bangladesh estão aumentando continuamente e chegaram a quase 60 milhões de dólares em 2019. A balança comercial pende acentuadamente a favor dos bangladeshis, que importaram bens no valor de aproximadamente de 120 milhões de dólares.

## Acordos
Em 1975, um acordo sobre a construção e mecanização de barcos foi assinado. Em 1978, o Bangladesh e o Dinamarca assinaram um acordo sobre um esquema de comercialização de pescado.